# Carl Uggla (författare)
Carl Uggla, född 1944, är en svensk författare.
Uggla har skrivit  "Krokodilen i vallgraven", som är första delen i en trilogi där del två "Krokodilens tragiska död" utkom i slutet av augusti 2005. "Krokodiltrilogin" är en serie skrönor i Piratens eller Paasilinnas anda och utspelar sig i den lilla staden Ljungköping i slutet av 1800-talet och början på 1900-talet.